# Erlang (jednostka)
Erlang, erl – pozaukładowa jednostka średniego natężenia ruchu telekomunikacyjnego. Nazwa wywodzi się od nazwiska Agnera Krarupa Erlanga, autora teorii masowej obsługi, znanej również jako teoria kolejek, która stanowi uogólnienie zjawisk zaobserwowanych w telekomunikacji. 
Dla danego systemu telekomunikacyjnego składającego się z 1 linii i czasu obserwacji równego 1 godzinie (60 minut), jeśli linia ta zajęta jest cały czas przez pełną godzinę, to natężenie ruchu wynosi 1 erlang; odpowiednio, jeśli linia ta zajęta jest przez 30 minut, natężenie to wynosi 0,5 erlanga. Natomiast jeżeli linia ta zajęta jest przez 2 godziny, natężenie to wynosi 2 erlangi. Np. jeżeli na jednej linii w ciągu godziny istnieje 20 połączeń 3 – minutowych albo 10 połączeń 4 – minutowych i 5 połączeń 4 – minutowych to jest to 1 erlang.